# Michał Pindera
Michał Pindera (ur. 1943, zm. 14 czerwca 2010) – polski pedagog, doktor habilitowany inżynierii, ekspert w dziedzinie hutnictwa, prorektor Górnośląskiej Wyższej Szkoły Pedagogicznej im. Kardynała Augusta Hlonda w Mysłowicach, dziekan Wydziału Nauk Społecznych Wyższej Szkoły Pedagogicznej TWP w Warszawie i profesor Uniwersytetu Humanistyczno-Przyrodniczego Jana Kochanowskiego w Kielcach – Filia w Piotrkowie Trybunalskim; Wydział Nauk Społecznych; Instytut Nauk Pedagogicznych.

## Wybrana bibliografia
- ”Czynnik ludzki w realizacji zadań produkcyjnych hutnictwa w warunkach reformy gospodarczej” (Centrum Informatyki i Badań Ekonomicznych Hutnictwa, Katowice, 1983 r.)
- ”Kształcenie i doskonalenie kadr dla przemysłu hutniczego” (Centrum Informatyki i Badań Ekonomicznych Hutnictwa, Katowice, 1986 r.)
- ”Modelowe rozwiązania kształcenia kadr dla przemysłu hutniczego” (Centrum Informatyki i Badań Ekonomicznych Hutnictwa, Katowice, 1984 r.)